# Er Mago de Bborgo. Lunario pe' 'r 1891
Er Mago de Bborgo. Lunario pe' 'r 1891 è il secondo almanacco di Trilussa; il poeta romano, dopo l'esperienza dell'anno precedente decide di riproporre il lunario, questa volta senza il sostegno di Francesco Sabatini ma mantenendo la collaborazione col disegnatore Adriano Minardi.

## Struttura dell'opera
| Titolo | Titolo                | Descrizione                                                                                |
| ------ | --------------------- | ------------------------------------------------------------------------------------------ |
|        | Er Mago a l'amichi    |                                                                                            |
|        | Er primo dell'anno    |                                                                                            |
|        | La cannelora          | Presente una versione molto diversa con lo stesso titolo nel Rugantino del 3 febbraio 1889 |
|        | Dar botteghino        |                                                                                            |
|        | So' bbrutti segni     |                                                                                            |
|        | Er bazzicotto forzato |                                                                                            |
|        | La fattura            |                                                                                            |
|        | Li fumi pe' la testa  | Pubblicata per la prima volta sul Rugantino del 25 agosto 1889                             |
|        | Li bagni de mare      |                                                                                            |
|        | L'esattore            |                                                                                            |
|        | La sora Tumistufa     |                                                                                            |
|        | Li morti              |                                                                                            |
|        | L'urtimo dell'anno    |                                                                                            |
|        | Figurinaro            | Pubblicata per la prima volta sul Rugantino dell'11 marzo 1888                             |

Legenda:

      Poesie pubblicate per la prima volta sul Rugantino

      Poesie pubblicate per la prima volta in Er Mago de Bborgo. Lunario pe' 'r 1891 o di cui non si rintraccia un precedente pubblicato altrove